# Gretna (geslacht)
Gretna is een geslacht van vlinders van de familie dikkopjes (Hesperiidae).

## Soorten
- G. balenge (Holland, 1891)
- G. bugoma Evans, 1946
- G. carmen Evans, 1937
- G. cylinda (Hewitson, 1876)
- G. lacida (Hewitson, 1876)
- G. waga (PLötz, 1886)
- G. zaremba (PLötz, 1884)